# 페로 제도 요리

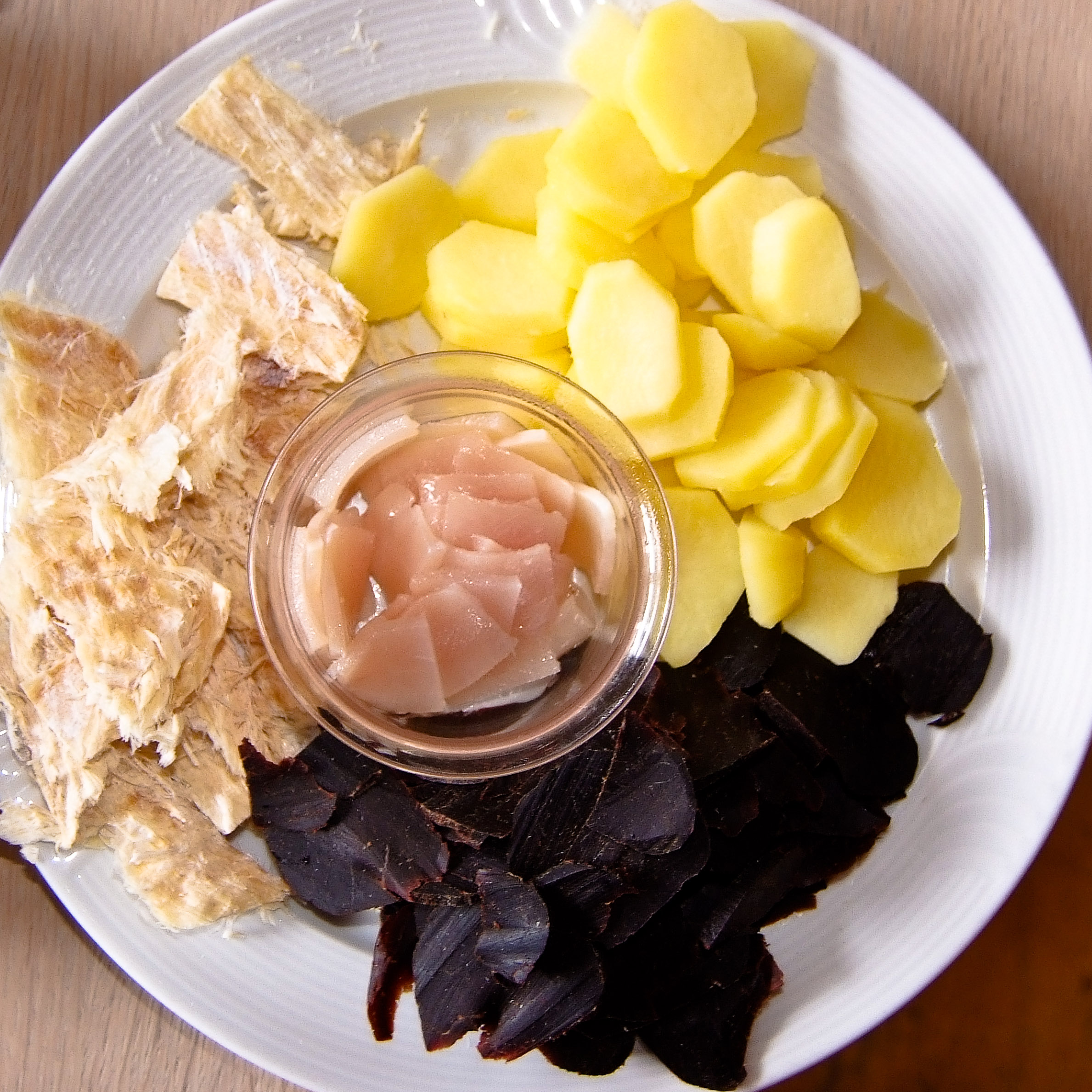
트뵈스트 오 스피크

페로 제도 요리(Faeroe 諸島 料理, 페로어: føroyskur matur 푀리스쿠르 메아투르, 덴마크어: færøsk køkken 페뢰스크 쾨켄[*])는 북유럽·대서양에 있는 페로 제도의 요리이다. 페로 제도의 주요 음식은 양고기와 생선이다. 페로 제도의 전통 음식에는 스케르피크요트, 해산물, 고래고기, 고래지방, 가르나탈그, 푸핀, 감자 및 신선한 야채가 포함된다. 

## 음식의 유형

### 생선

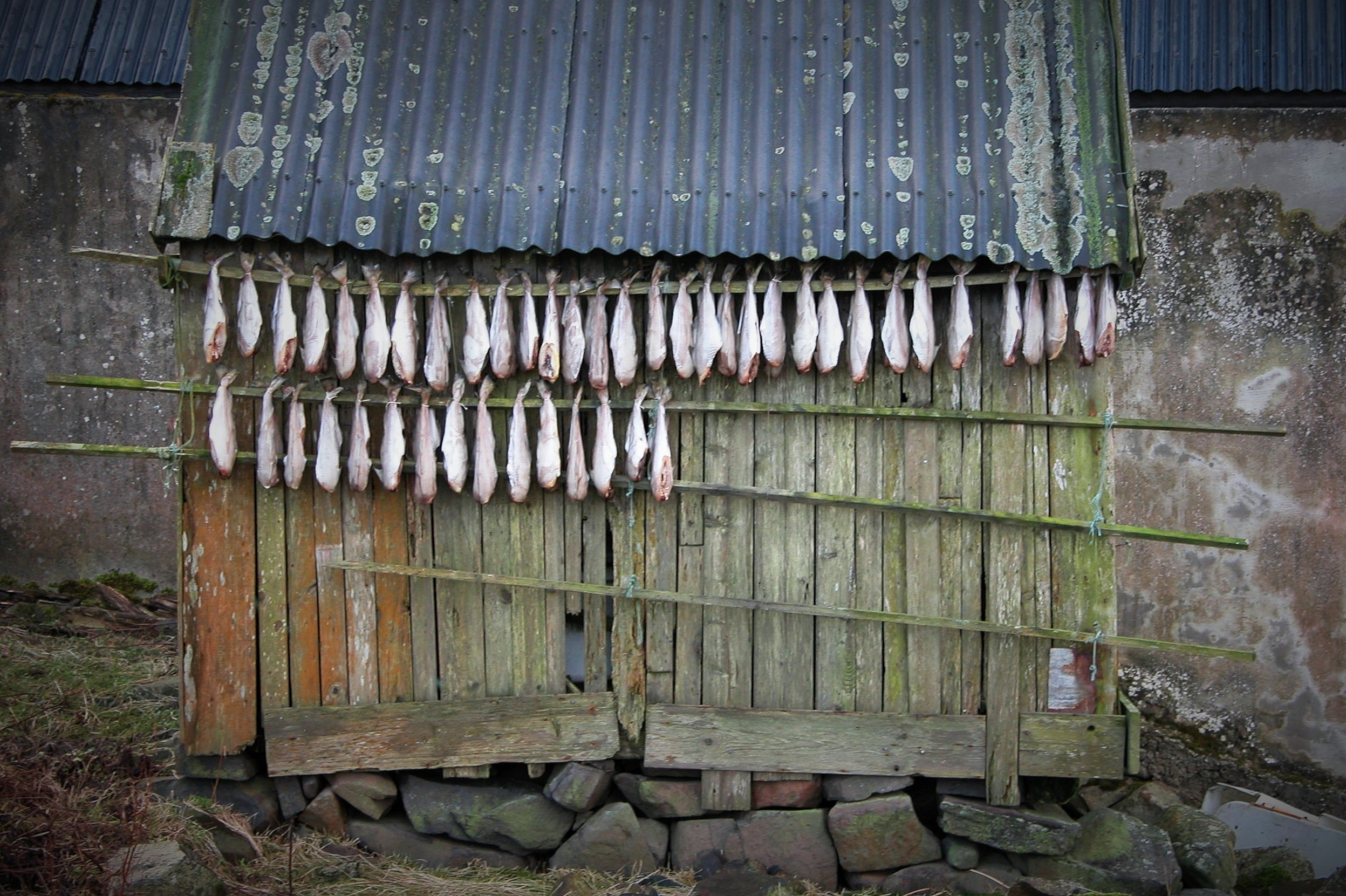

페로 제도의 생선 요리는 북대서양 해역에서 잡힌다. 신선한 생선은 일년 내내 먹을수있다. 섬 주민들은 주로 해덕, 가자미, 광어, 청어 및 새우를 먹는다. 

### 고래고기 및 고래지방
페로 제도의 특산품으로는 트뵈스트 오 스피크, 고래고기, 고래지방이 있다. 고기와 고래지방은 다른 방식으로 보존하고 준비할 수 있다. 

## 같이 보기
- 덴마크 요리